# 狭叶崖爬藤
狭叶崖爬藤（学名：Tetrastigma serrulatum）是葡萄科崖爬藤属的植物。分布于中国大陆的湖南、云南、广东、四川、广西、贵州等地，生长于海拔500米至2,900米的地区，一般生于山谷林中和山坡灌丛岩石缝中，目前尚未由人工引种栽培。